# Pimpla golbachi
Pimpla golbachi là một loài tò vò trong họ Ichneumonidae.